# Kalkflachmoor bei Mucheln
Kalkflachmoor bei Mucheln este o arie protejată (arie specială de conservare — SAC, sit de importanță comunitară — SCI) din Germania întinsă pe o suprafață de 11 ha, integral pe uscat.

## Localizare
Centrul sitului Kalkflachmoor bei Mucheln este situat la coordonatele 54°15′34″N 10°25′34″E / 54.2594°N 10.4261°E.

## Înființare
Situl Kalkflachmoor bei Mucheln a fost declarat sit de importanță comunitară în septembrie 2004 pentru a proteja 1 specie de plante. Situl a fost protejat și ca arie specială de conservare în ianuarie 2010.

## Biodiversitate
Situată în ecoregiunea continentală, aria protejată conține 2 habitate naturale: Mlaștini alcaline, Păduri de fag Asperulo-Fagetum.
La baza desemnării sitului se află o specie protejată de  plante: Hamatocaulis vernicosus